# Crenigomphus
Crenigomphus – rodzaj ważek z rodziny gadziogłówkowatych (Gomphidae).

## Podział systematyczny
Do rodzaju należą następujące gatunki:
- Crenigomphus abyssinicus (Selys, 1878)
- Crenigomphus cornutus Pinhey, 1956
- Crenigomphus denticulatus Selys, 1892
- Crenigomphus hartmanni (Förster, 1898)
- Crenigomphus kavangoensis Suhling & Marais, 2010
- Crenigomphus renei Fraser, 1936